# 徐师樵
徐师樵（1938年5月—2020年9月19日），男，山东齐河人，中华人民共和国军事人物，中国人民解放军少将，曾任湖北省军区政治委员、中共湖北省委常委。